# Gérard Caron
Gérard Caron (Pont l'Evêque, Normandía, 30 de agosto de 1938 - Neuilly-sur-Seine, 31 de octubre de 2020) fue un diseñador francés.
Fue cofundador de Carré Noir, la primera agencia francesa de marketing de diseño, lo que lo convirtió en uno de los inventores del concepto de diseño de marca en Francia. También contribuyó al desarrollo del marketing de diseño francés en el extranjero, en Japón y en otros países del mundo. Gérard Caron, fue autor de varios libros sobre el diseño como actividad profesional, y creador de un sitio web dedicado al diseño, impartía regularmente conferencias sobre este tema.

## Infancia y juventud
Gérard Caron nació en Pont l'Evêque en una familia de siete hijos, justo antes del estallido de la Segunda Guerra Mundial. Nada en su origen familiar (su padre era inspector telefónico y su madre costurera) parecía destinarlo a una carrera en diseño. En los largos períodos de escasez provocados por la guerra, Gérard Caron inventó juegos, elaboraba productos con harina, patatas, azúcar, agua o sidra como ingredientes básicos, creaba envases improvisados y soñaba consignas publicitarias y las vendía a sus hermanos y hermanas. Sin darse cuenta, había comenzado a crear sus primeros logotipos y materiales de empaque. Gérard Caron tenía veinte años cuando se declaró la guerra en Argelia. Durante veintiocho meses, hizo su servicio militar en los ingenieros, donde leyó un artículo sobre trabajos en publicidad. Vino como una revelación. Con su corazón puesto en trabajar en esta industria, decidió tomar cursos por correspondencia. Cuando se desmovilizó, continuó estudiando en la Ecole Supérieure de la Communication de París, donde se graduó como el mejor de su clase. Para pagar sus estudios, trabajó simultáneamente en un banco. Posteriormente, también estudiaría distribución, grafología y psicología.

## Carrera artística
Caron comenzó su dilatada vida en publicidad con Publicis en 1962, donde adquirió su primera experiencia profesional. Desarrolló su carrera trabajando sucesivamente para SNIP (que posteriormente se convirtió en BDDP), Young & Rubicam y Ted Bates. Pasó un tiempo considerable en empresas como Brandt y Cotelle Lesieur, donde trabajó en 1964 con Raymond Loewy en la famosa botella plástica de blanqueador Lacroix. Este fue su primer contacto profesional con el diseño y tuvo una inmensa influencia en su carrera posterior. Posteriormente, Gérard Caron estudió y desarrolló teorías sobre el diseño basadas en la caligrafía, la heráldica, el simbolismo y la terapia de relajación con su socio Michel Disle.
En 1973, fundó Carré Noir, la primera agencia de marketing de diseño que se creó en Francia, con tres profesionales de la agencia Ted Bates: el arquitecto Michel Alizard, el director artístico Michel Disle y el diseñador Jean Perret. El cuadrado del logo simboliza la amistad de los cuatro socios y el color negro representa el trazo de lápiz del diseñador creativo en la hoja de papel blanco. Decidieron llamar a su nuevo negocio una "agencia de diseño". En ese momento, la palabra 'diseño' evocaba imágenes de muebles escandinavos y aún no se había convertido en parte del léxico publicitario. Gérard Caron y sus asociados se consideran los inventores del diseño de comunicación en Francia. Gérard Caron luego estableció subsidiarias de Carré Noir en todo el mundo, en los Estados Unidos, Japón, Italia, Bélgica e Inglaterra. También preparó el lanzamiento de la agencia en Alemania, Polonia y Hong Kong antes de dejar el negocio en 1998.
En total, Gérard Caron creó cerca de 13.000 diseños de envases con sus equipos (para marcas como Carrefour, Biotherm, Lancôme, etc.), 1.200 identidades visuales (incluidos los logotipos de Lotus, Le Bon Marché o el partido político RPR y el emblema utilizado por el expresidente francés François Mitterrand) y 90 nuevos conceptos de cadenas de tiendas (para Yves Rocher, Loisirs & Création o Auchan).
La carrera seguida por Caron y su extensa investigación sobre sistemas simbólicos, colores y la memorización de signos lo llevaron a trabajar con artistas, científicos, psiquiatras, líderes empresariales y políticos y a escribir una gran cantidad de libros en los que desarrolló sus pensamientos sobre el diseño. En 2003, fundó y se convirtió en editor de Admirable Design, una revista semanal en línea dedicada a noticias sobre diseño y mercados relacionados. Gérard Caron compartió su conocimiento y experiencia en Francia y en todo el mundo como consultor para agencias de diseño y organizaciones empresariales, y dio muchas conferencias en Japón y en toda Europa.

### Fechas clave
1973: Creación de la primera agencia de marketing de diseño en Francia: Carré Noir. Se desempeñó como presidente de la agencia hasta 1998.
1990: Gérard Caron fundó Enseigne d'Or con Alain Boutigny, un premio anual otorgado a arquitectos y anunciantes / distribuidores por sus logros e innovaciones. Cada año, a la ceremonia de entrega de premios asisten entre 1.000 y 1.500 profesionales en el teatro Marigny de París.
1992: Lanzamiento de Un Carré Noir Dans Le Design ("Un cuadrado negro en el diseño", un libro publicado por Dunod), la primera publicación francesa popular dedicada a la profesión del diseño que revela los secretos de cómo surgen productos, objetos e imágenes. Ha sido traducido al japonés.
1993: Creó la Asociación Paneuropea de Diseño con varios diseñadores europeos. Esta asociación, compuesta por agencias de diseño europeas, fue la primera asociación interprofesional de agencias de diseño. Abrió el camino para muchas otras asociaciones profesionales que ayudaron a construir la Unión Económica Europea. Fue nombrado presidente de la asociación.
1997: Gérard Caron fue elegido por el Instituto Monetario Europeo con sede en Frankfurt para representar a Francia a fin de elegir el modelo de los billetes en euros.
1998: Gérard Caron lanzó el Mouvement Française du Monde con el senador francés Hubert Durand Chastel. El objetivo perseguido por esta asociación democrática de expatriados franceses es reunir a los ciudadanos franceses que desean mantenerse en contacto con los desarrollos culturales, políticos, económicos y sociales en Francia y, al mismo tiempo, profundizar su relación con su país de acogida.
1999-2003: Con Carole Réfabert, Gérard Caron fundó Scopes, una empresa especializada en análisis prospectivos de tendencias de consumo y expectativas contemporáneas. Scopes utiliza imágenes para estudiar las tendencias de consumo en todo el mundo a través de una red con sede en ocho ciudades importantes del mundo: Tokio, Nueva York, Los Ángeles, Berlín, Londres, Milán, París y Sídney. La empresa está compuesta principalmente por fotógrafos, diseñadores y periodistas.
2002: Gérard Caron se convierte en columnista que contribuye al programa Eco matin, emitido en France 5.
2003: Fundó Admirable Design, una revista en línea dedicada al diseño en todas sus formas. Dirigido tanto a profesionales como a estudiantes, actualmente es el sitio web de diseño profesional que más visitantes atrae.
2004: Gérard Caron crea Design Communication Corporation, una consultoría especializada en diseño y estrategia de marca. También lanzó Caron Design Network, una red profesional establecida entre el mercado japonés y las agencias de diseño francesas.
2007: Gérard Caron fue nombrado presidente del jurado de Pentawards, el premio internacional de diseño de envases fundado por Brigitte y Jean-Jacques Evrard. De ahora en adelante, actuará como presidente del jurado cada año.
Caron falleció el 31 de octubre de 2020, a los 82 años.